# Machine à état liquide
Une machine à état liquide (MEL, liquid state machine en anglais, LSM) est un genre particulier de réseau de neurones dopé. Une MEL consiste en un large ensemble d'unités (appelées nœuds, ou neurones). Chaque nœud reçoit une entrée dépendant du temps, aussi bien depuis une source externe (les entrées) que depuis d'autres nœuds. Les nœuds sont aussi connectés aléatoirement les uns aux autres. La partie récurrente de ces liens, ainsi que les entrées qui dépendent du temps, génèrent un motif d'activation spatio-temporel des nœuds. Ces activations spatio-temporelles sont lues par les unités via des discriminants linéaires.
L'ensemble de nœuds connectés de façon récurrente va finir par réussir à calculer une grande variété de fonctions non linéaires des entrées. Si on se donne un nombre assez grand de telles fonctions non linéaires, alors il est théoriquement possible d'obtenir des combinaisons linéaires (en utilisant les unités de lecture) qui vont permettre de calculer n'importe quelles opérations mathématiques nécessaires à la réalisation de certaines tâches, comme la reconnaissance de la parole ou la vision automatique.
Le terme liquide dans le nom de cette méthode vient de l'analogie avec le fait de lâcher une pierre dans un réservoir d'eau (ou d'un autre liquide). La pierre qui chute va générer des ondes de choc dans le liquide. Le signal d'entrée (le mouvement de la pierre en train de tomber) a ainsi été converti en un motif spatio-temporel de déplacement du liquide (les ondes de choc).
Les MEL ont été mises en avant comme une façon d'expliquer certains aspects du cerveau. Certains défendent les MEL comme étant une amélioration de la théorie des réseaux neuronaux artificiels parce que :
1. Les circuits ne sont pas conçus pour effectuer une tâche précise.
2. Les signaux d'entrées continus et dépendant du temps sont pris en compte de façon "naturelle".
3. Les calculs sur de diverses échelles de temps peuvent être effectués par le même réseau.
4. Et le même réseau peut être utilisé pour calculer différentes opérations.

Certains critiquent aussi les MEL telles qu'elles sont utilisées en neuroscience computationnelle parce que :
1. Les MEL n'expliquent pas comment le cerveau fonctionne. Au mieux elles ne font qu'imiter certaines de ses fonctions.
2. Il n'y a aucun moyen d'ouvrir un réseau qui fonctionne bien et d'espérer apprendre comment ou quelles opérations sont calculées (une MEL agit comme une boite noire).
3. Il n'y a pas assez de contrôle sur le processus d'apprentissage des MEL.

## Approximation d'une fonction universelle
Si un réservoir a une mémoire évanescente et une séparabilité de ses entrées, alors on peut en fait prouver qu'une telle machine à état liquide permet d'approcher une fonction universelle, à l'aide du théorème de Stone-Weierstrass.